# Karelischer Fleischtopf

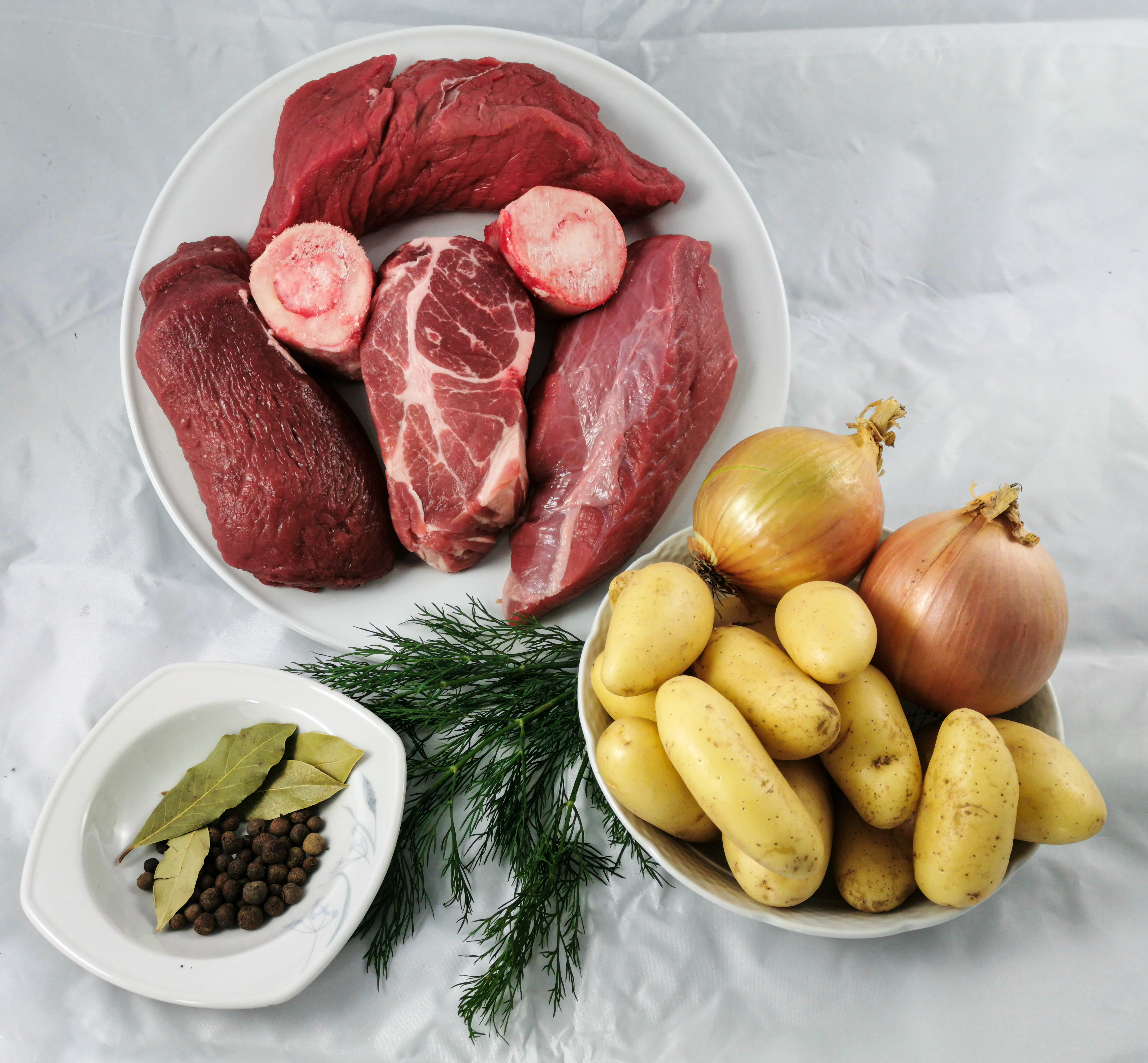
Zutaten für Karjalanpaisti:
Rind (oben), Lamm, Schweinekamm, Kalb (v. l. n. r.) und dazwischen Markknochen
Lorbeer, Piment, Zwiebeln und Kartoffeln

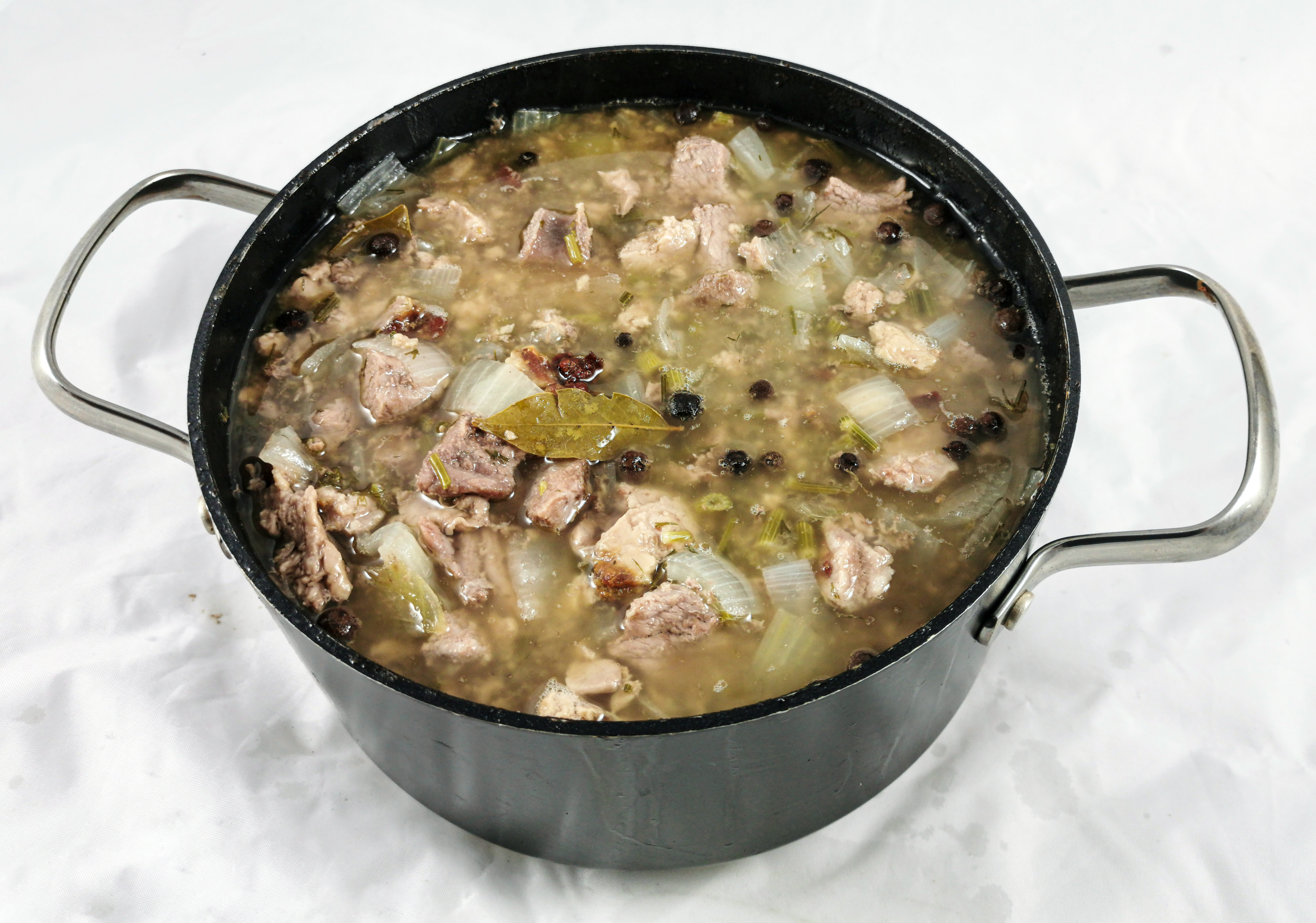
Karelischer Fleischtopf nach zwei Stunden Kochzeit

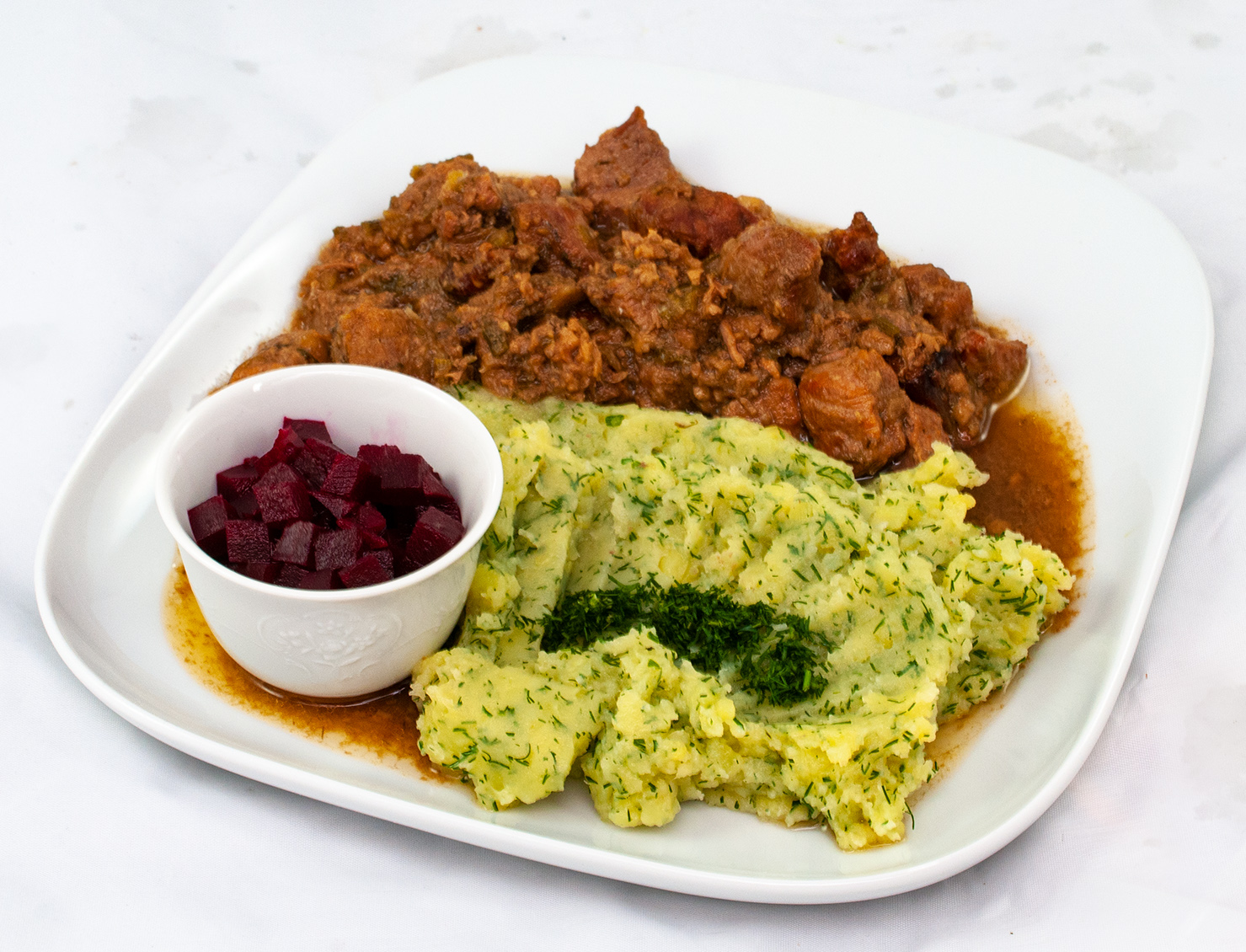
Fertiges Gericht mit Kartoffelpüree und Roter Beete

Karelischer Fleischtopf (finnisch: karjalanpaisti auch Karelisches Durcheinander, wörtlich: Karelischer Braten) ist ein traditionelles Eintopfgericht aus Karelien. Die Hauptzutaten sind Fleisch in Würfeln (eine Mischung von Rind-, Schweine-, Kalb- und Lammfleisch), Wasser, Zwiebeln, Salz, Pfeffer und Lorbeerblätter und, wie fast immer in Finnland, Piment. Der Karelische Fleischtopf wird auch als Karelisches Durcheinander bezeichnet und entspricht weitgehend einem Gulasch.
Wesentlich bei der Zubereitung ist, dass die Temperatur niedrig ist (ca. 100 Grad Celsius) und dass die Kochzeit möglichst lang ist (am besten über Nacht). Früher wurde das Gericht traditionell in Steintöpfen im Ofen oder in der Sauna gegart. Karelischer Fleischtopf wird oft mit gekochten Kartoffeln oder mit Kartoffelpüree sowie Gewürzgurken und süßsauer eingelegter Roter Beete serviert.
Die Mengen der verschiedenen Fleischsorten variiert in den Rezepten, es gilt als Festtagsgericht, wenn nur Fleisch und Zwiebeln verwendet werden. Der Anteil an Rind- oder Rind- und Kalbfleisch ist ungefähr gleich dem Anteil von Schwein und Lamm (oder Hammel) zusammen. Früher, aber heutzutage kaum bekannt, wurde das gesamte Tier als Zutat benutzt, z. B. Schweineleber, Kalbsnieren oder Runkelrüben. Bei einer Temperatur von 80 °C beträgt die Garzeit 6–10 Stunden. Bei Gartemperatur unter 100 °C muss die Wassermenge von Beginn an sehr genau bemessen werden, für 1 kg Fleisch sind das ca. 0,5 Liter. Gart man kurz über 100 °C, kann man die Flüssigkeitsmenge beeinflussen, indem man den Topf mit einem Deckel bedeckt oder ihn ohne lässt.
Während der Karelische Fleischtopf früher nur in Karelien bekannt war, ist das Gericht heute in ganz Finnland verbreitet und gilt inzwischen als typisch „finnisches Gericht“. Das Mischen verschiedener Fleischsorten ist in der finnischen Küche üblich.